# DNI (La otra historia)
 DNI (La otra historia) es una película de Argentina en colores  dirigida por Luis Brunati según su propio guion escrito en colaboración con Jorge Abad y Julio Fernández Baraibar que se estrenó el 23 de noviembre de 1989 y que tuvo como principales intérpretes a Lorenzo Quinteros, Carlos Carella, Alberto Fernández de Rosa, Irma Roy, Rubén Stella, María Fiorentino, Tina Serrano y Paulino Andrada. El director de fotografía fue el futuro director de cine Aníbal Di Salvo.

## Reparto
- Lorenzo Quinteros
- Carlos Carella
- Alberto Fernández de Rosa
- Irma Roy
- Rubén Stella
- María Fiorentino
- Tina Serrano
- Paulino Andrada
- Juan Manuel Brunati
- Miguel Ángel Requejo
- Emilio Bardi
- Centro Murga los Privilegiados del Plata
- Arnaldo Colombo …Narrador
- Nora Perlé …Narradora
- Edgardo Suárez …Narrador